# Середньоазійська залізниця
Середньоазійська залізниця (Закаспійська залізниця) - залізниця, що прямує Великим Шовковим шляхом у західній частині Центральної Азії. Була побудована Російською імперією в ході її експансії в Центральній Азії в 19 столітті. У радянський період штаб-квартира залізниці була в Ташкенті.

## Історія
Будівництво розпочали 1879 вузькоколійною залізницею на Кизил-Арват під час російського завоювання Закаспійської області на чолі з генералом Михайлом Скобелевим. Невдовзі її замінили на російську колію, і будівництво до Ашхабада та Мерва завершили під проводом генерала Михаїла Миколайовича Анненкова (1886). 
Спочатку лінія починалася з Узун-Ада на Каспійському морі, але вокзал пізніше перенесли північніше - до Красноводська. 
Залізниця досягла Самарканда через Бухару у 1888, відтак будівництво призупинили на 10 років, після чого продовжили до Ташкента й Андижана (1898). 
Постійний міст через Амудар'ю побудували 1901 року, але дерев'яним конструкціям шкодили часті повені. 
1905 - відкрили залізничну поромну переправу через Каспійське море з Красноводська до Баку. 
1906 - завершили будівництво Ташкентської залізниці, яка з'єднала Закаспійську військову залізницю з мережею інших російських залізниць.

## Маршрут
Залізниця починається в Красноводську і прямує на південний схід вздовж краю Каракумів. Деякий час вона йде паралельно Каракумському каналу. Проминає Ашхабад і продовжується на південний схід, обминає передгір'я Копетдагу і проходить через Теджен. У Теджені починається гілка до іранського кордону (на Серахс, а звідти - на Мешхед, Іран). З Теджену Закаспійська залізниця прямує на північний схід через Мари, де гілка побудована в 1890 рушить до афганського кордону (в Кушку), а головна лінія веде до Туркменабату (Чарджоу). Звідти йде гілка (побудована в радянські часи) в північно-західному напрямку - на Ургенч і далі на Казахстан та Росію.
Тим часом головна лінія прямує через Бухару (звідки гілка, побудована 1910, веде до Термезу та Душанбе) на Самарканд. Від міста Сирдар'я, де гілка перетинає річку Сир-Дар'ю, прямує на схід до Ферганської долини. Звідти залізниця продовжується на Ташкент. Далі лінія прямує на північний захід через Казахстан, а залізниця, яка прямує на Арись, утворює Турксиб (лінію до Новосибірська).